# 橋爪龍
橋爪 龍（はしづめ りゅう、2005年5月23日 - ）は、日本の子役。テアトルアカデミーに所属していた。

## 出演

### テレビドラマ
- 安宅家の人々（2008年）
- サラリーマン金太郎（2008年）
- 江〜姫たちの戦国〜（2011年） - 徳川竹千代（幼少期） 役
- ラストマネー -愛の値段-（2011年） - 水谷敦史 役
- 特命戦隊ゴーバスターズ 第1話（2012年） - 桜田ヒロム（幼少期） 役
- O-PARTS〜オーパーツ〜（2012年） - 柿沢雄一（幼少期） 役
- 明日をあきらめない…がれきの中の新聞社〜河北新報のいちばん長い日〜（2012年）
- ビブリア古書堂の事件手帖（2013年） - 五浦大輔（幼少期） 役
- 相棒
  - （2013年） - 甲斐享（幼少期） 役
  - （2016年） - 柄谷時生（幼少期） 役
- 深夜食堂3 第25話（2014年） - 田島タイチ 役
- 仮面ライダードライブ 第27、28話（2015年） - 詩島剛（幼少期） 役
- 刑事7人 第5話（2015年） - 前田尚紀（幼少期） 役

### 映画
- 東京公園（2011年） - 志田光司（幼少期） 役
- ウルトラマンサーガ（2012年） - 春野ソラ 役

### CM
- 清水建設
- JCSスクールズ